# Các chính đảng ở Nhật Bản
Nhật Bản là quốc gia có hệ thống đa đảng. Những đảng phái chính trị lớn gồm có:
- Đảng Dân chủ Tự do  (LDP 自由民主党)
- Đảng Dân chủ Lập hiến  (CDP 立憲民主党)
- Đảng Công Minh  (NKP 公明党)
- Đảng Dân chủ Xã hội  (JSP 社会民主党)
- Đảng Cộng sản Nhật Bản  (JCP 日本共産党)

Ngoài ra còn có một số đảng đối lập trong Quốc hội như: CLB Cải Cách...

## Các đảng phái hiện tại trong Quốc hội Nhật Bản
| Đảng                                                                  | Viết tắt             | Số đảng viên trong Quốc hội kể từ tháng 5 năm 2023 | Số đảng viên trong Quốc hội kể từ tháng 5 năm 2023 | Số đảng viên trong Quốc hội kể từ tháng 5 năm 2023 | Lãnh đạo đảng                                            | Ghi chú | Ý thức hệ                                             |
| Đảng                                                                  | Viết tắt             | Chúng Nghị viện                                    | Tham Nghị viện                                     | Tổng                                               | Lãnh đạo đảng                                            | Ghi chú | Ý thức hệ                                             |
| --------------------------------------------------------------------- | -------------------- | -------------------------------------------------- | -------------------------------------------------- | -------------------------------------------------- | -------------------------------------------------------- | --- | ----------------------------------------------------- |
| - Đảng Dân chủ Tự do - 自由民主党 - Jiyū Minshu-tō                    | LDP 自民党 Jimin-tō  | 263                                                | 121                                                | 384                                                | Kishida Fumio Thủ tướng Nghị sĩ Chúng Nghị viện          | Một đảng bảo thủ và theo chủ nghĩa dân tộc. Nó được hỗ trợ bởi "Hội nghị Nhật Bản", "Hiệp hội Lãnh đạo Tinh thần Thần đạo" và Liên đoàn Doanh nghiệp Nhật Bản. LDP đã nắm quyền gần như liên tục kể từ năm 1955, khi nó được thành lập. | Chủ nghĩa bảo thủ Chủ nghĩa dân tộc Nhật Bản          |
| - Đảng Dân chủ Lập hiến - 立憲民主党 - Rikken Minshu-tō               | CDP 立憲 Rikken      | 96                                                 | 39                                                 | 135                                                | Izumi Kenta Nghị sĩ Chúng Nghị viện Lãnh đạo phe đối lập | Đảng Dân chủ Lập hiến là một đảng tự do và tiến bộ về mặt xã hội và ủng hộ chủ nghĩa Lập hiến. Đảng được thành lập vào cuối năm 2017 từ các thành viên thiên tả của Đảng Dân chủ, trước đây là đảng lớn thứ hai của Nhật Bản, đã bị giải thể vài ngày trước đó. | Chủ nghĩa tự do Chủ nghĩa tự do xã hội                |
| - Nhật Bản Duy Tân Hội - 日本維新の会 - Nippon Ishin no Kai           | 維新 Ishin           | 41                                                 | 21                                                 | 62                                                 | Baba Nobuyuki Nghị sĩ Chúng Nghị viện                    | Nippon Ishin no Kai ủng hộ chủ nghĩa tự do kinh tế, chính phủ hạn chế và cải cách hành chính. Đảng được thành lập bởi thị trưởng Osaka Tōru Hashimoto từ sự chia tách của Đảng Đổi mới Nhật Bản. Nó được coi là tân tự do hơn Đảng Dân chủ Tự do. Nó là đảng chị em của Hiệp hội phục hồi Osaka trong khu vực.                                                                              | Chủ nghĩa tự do Chủ nghĩa dân túy cánh hữu            |
| - Đảng Công Minh - 公明党 - Kōmeitō                                   | NKP 公明 Kōmei       | 32                                                 | 27                                                 | 59                                                 | Yamaguchi Natsuo Nghị sĩ Tham Nghị viện                  | Đảng Komeito trước đây được gọi là Hội đồng Chính trị của Chính phủ Trong sạch, Kōmeitō (1962–1998) và Komeito Mới. Khi mới thành lập, đảng này là trung tả, nhưng nó đã chuyển sang cánh hữu với tư cách là thành viên tham gia vào các liên minh cầm quyền của LDP, và hiện được coi là một đảng bảo thủ trung hữu. Nó được hỗ trợ bởi phong trào tôn giáo mới của Phật giáo Sōka Gakkai. | Phật giáo và dân chủ Chủ nghĩa bảo thủ xã hội         |
| - Đảng Cộng sản Nhật Bản - 日本共産党 - Nihon Kyōsan-tō               | JCP 共産党 Kyōsan-tō | 10                                                 | 11                                                 | 21                                                 | Tamura Tomoko Nghị sĩ Chúng Nghị viện                    | Đảng Cộng sản Nhật Bản là đảng lâu đời nhất của Nhật Bản. Nó được thành lập vào năm 1922 với tư cách là một tổ chức ngầm trong Đế quốc Nhật Bản, nhưng đã được hợp pháp hóa sau Thế chiến thứ hai trong thời kỳ Chiếm đóng. Nó nằm dưới sự giám sát của Cơ quan Tình báo Công an. | Chủ nghĩa cộng sản Chủ nghĩa tiến bộ                  |
| - Đảng Dân chủ Quốc dân - 国民民主党 - Kokumin-minshutō               | DPP 国民 Kokumin     | 11                                                 | 10                                                 | 21                                                 | Tamaki Yūichirō Nghị sĩ Chúng Nghị viện                  | Một đảng bảo thủ và cải cách theo chủ nghĩa tự do. Đảng được thành lập vào tháng 5 năm 2018 như một phần của sự hợp nhất giữa các thành viên trung dung và cực hữu còn lại của Đảng Dân chủ và các thành viên của Đảng Hy vọng cánh hữu. Đảng Tự do trung dung sáp nhập vào đảng này vào tháng 4 năm 2019.                                                                                  | Chủ nghĩa cải lương                                   |
| - Đảng Cô gái Chính trị gia 48 - 政治家女子48党 - Seijika joshi 48 tō | 女子 Joshi           | 0                                                  | 2                                                  | 2                                                  | Ōtsu Ayaka                                               | Đảng này đổi tên từ Đảng Hướng dẫn Cách Không Trả Phí Giấy phép NHK được thành lập bởi Tachibana Takashi, một cựu nhân viên của NHK. Nó chủ yếu ủng hộ việc bãi bỏ việc thanh toán phí thuê bao bắt buộc hiện tại cho NHK, đài truyền hình công cộng của Nhật Bản. | Chống giấy phép truyền hình Chủ nghĩa dân túy         |
| - Đảng Dân chủ Xã hội - 社会民主党 - Shakai Minshu-tō                 | SDP Shamin-tō        | 1                                                  | 1                                                  | 2                                                  | Fukushima Mizuho Nghị sĩ Tham Nghị viện                  | SDP là một đảng dân chủ - xã hội. Nó là đảng kế thừa của Đảng Xã hội Nhật Bản, đảng này từng là đảng đối lập lớn nhất của Nhật Bản trong Hệ thống năm 1955. Nó nằm trong liên minh cầm quyền trong giai đoạn 1993–1996 và 2009–2010. Đảng có một thủ tướng là Murayama Tomiichi từ năm 1994 đến năm 1996.                                                                                   | Chủ nghĩa xã hội dân chủ Chủ nghĩa tiến bộ            |
| - Reiwa Shinsengumi - れいわ新選組 - (Nhóm Tân tuyển Lệnh Hòa)        | れいわ Reiwa         | 3                                                  | 5                                                  | 8                                                  | Yamamoto Tarō                                            | Reiwa Shinsengumi được thành lập bởi diễn viên kiêm chính trị gia Yamamoto Tarō ngay sau khi Ozawa Ichirō thông báo rằng Đảng Tự do sẽ hợp nhất với DPFP vào năm 2019. Nó chủ yếu ủng hộ việc bãi bỏ thuế tiêu thụ và thường được coi là một đảng dân túy cánh tả. | Chủ nghĩa tiến bộ Chủ nghĩa dân túy cánh tả           |
| - Đảng Tham chính - 参政党 - Sanseitō                                 |                      | 1                                                  | 0                                                  | 1                                                  | Nakayama Nariaki Nghị sĩ Chúng Nghị viện                 | Kibō no Tō là một đảng chính trị bảo thủ ở Nhật Bản do Thống đốc Tokyo Koike Yuriko thành lập. Thống đốc Koike thành lập đảng chỉ vài giờ trước khi Thủ tướng Abe Shinzō tuyên bố tổng tuyển cử đầu năm 2017. Tư tưởng của đảng này chủ yếu là chủ nghĩa bảo thủ của Nhật Bản và chủ nghĩa dân tộc.                                                                                         | Chủ nghĩa dân tộc Nhật Bản Chủ nghĩa dân túy cánh hữu |

## Đảng Dân chủ Tự do (LDP 自由民主党)
Thành lập tháng 11 năm 1955, là đảng tư sản lớn nhất, hiện chiếm 296/480 ghế tại Hạ viện và 115/252 ghế tại Thượng viện. Đảng LDP cầm quyền liên tục 38 năm từ 1955 đến 1993. Do mâu thuẫn nội bộ và bị phân liệt, LDP đã thất bại lớn trong bầu cử Hạ viện tháng 7 năm 1993 và bị mất quyền lãnh đạo đất nước. Cuối tháng 6 năm 1994 LDP đã liên minh với Đảng Xã hội và Đảng Tiên phong để lập chính phủ, do Chủ tịch Đảng Xã hội Murayama làm Thủ tướng. Từ tháng 1 năm 1996 LDP lại đứng đầu một chính quyền liên hiệp 3 đảng LDP-Công Minh-Tự do, do Ruytaro Hashimoto làm Thủ tướng. Trong cuộc bầu cử Thượng viện tháng 7 năm 1998, LDP bị thất bại nặng nề, ông Hashimoto buộc phải từ chức Chủ tịch LDP và ngày 30 tháng 7 năm 1998, Quốc hội Nhật Bản đã bỏ phiếu bầu ông Keizo Obuchi làm Thủ tướng thay ông Hashimoto. Thủ tướng Yoshiro Mori, người kế nhiệm sau khi ông Obuchi mất cũng phải từ chức sau gần 1 năm cầm quyền do đã làm uy tín của LDP giảm sút nghiêm trọng.
Ông Koizumi Junichiro - một người có chủ trương cải cách LDP đã được bầu làm Chủ tịch đảng đồng thời là Thủ tướng Nhật với đa số áp đảo 298/482 phiếu tại Đại hội Đảng LDP trước nhiệm kỳ (24/4/2001) với tỷ lệ ủng hộ đạt kỷ lục 85%. Ngày 20 tháng 9 năm 2003, Thủ tướng Koizumi đã tái cử làm Chủ tịch Đảng LDP nhiệm kỳ 2 năm đồng thời tiếp tục ở cương vị Thủ tướng. Ngày 11 tháng 9 năm 2005 đảng LPD giành được đa số phiếu trong tổng tuyển cử với chủ trương tư nhân hóa công ty Bưu chính Nhật Bản. Ngày 20 tháng 9 năm 2006, ông Abe Shinzo được bầu làm Chủ tịch đảng và được Quốc hội bổ nhiệm Thủ tướng vào ngày 26 tháng 9 với 339/475 phiếu. Trong cuộc bầu cử thượng viện ngày 29 tháng 7 năm 2007, đảng Dân chủ Tự do bị thất bại nặng nề và không còn là đảng lớn nhất trong thượng viện.

## Đảng Dân chủ (DPJ 民主党)
Thành lập ngày 28 tháng 9 năm 1996, thành phần chủ yếu gồm các nghị sĩ tách ra từ Đảng Xã hội và Đảng Sakigake. Tháng 4 năm 1998, Đảng Dân chủ sáp nhập thêm Tân đảng ái hữu và liên hiệp cải cách dân chủ, thành lập Đảng Dân chủ mới, trở thành đảng đối lập lớn nhất. Hiện nay, đảng này có 113/480 ghế tại Hạ viện và 82 ghế tại Thượng viện. Ngày 5 tháng 10 năm 2003, Đảng Dân chủ đã sáp nhập với Đảng Tự do thành Đảng Dân chủ với 204 nghị sĩ trong đó có 136 Hạ Nghị sĩ. Chủ tịch Đảng Dân chủ mới là ông Okada Kazuya. Sau cuộc bầu cử thượng viện ngày 29 tháng 7 năm 2007, Đảng Dân chủ trở thành đảng lớn nhất trong thượng viện.

## Đảng Komei (Công Minh) (NKP 公明党)
Được thành lập vào tháng 11 năm 1964. Năm 1998, các thế lực đảng Komei cũ trong Tân đảng Hoà bình ở Hạ viện và Komei ở Thượng viện hợp nhất thành lập Đảng Komei mới. Hiện nay, đảng này tham gia vào chính phủ liên hiệp của Thủ tướng Koizumi với 24 ghế tại Thượng viện và 34 ghế tại Hạ viện.

## Đảng Xã hội Dân chủ (SDP 社会民主党)
Tiền thân là Đảng Xã hội (JSP) thành lập tháng 11 năm 1945, có cơ sở chủ yếu trong tầng lớp trí thức, có khuynh hướng xã hội dân chủ. Đến đầu 1990 là đảng đối lập lớn nhất trong Quốc hội. Do bị thất bại lớn trong bầu cử Hạ viện năm 1993, Đảng Xã hội Dân chủ buộc phải thay đổi hầu hết các chính sách cơ bản (về lực lượng tự vệ, Hiệp ước an ninh Nhật-Mỹ...) để liên minh với các đảng khác. Từ tháng 8 năm 1994 đến hết 1995, Đảng Xã hội Dân chủ liên minh với LDP và Shakigake để lập nội các do Chủ tịch Đảng Murayama làm Thủ tướng. Murayama là Thủ tướng đầu tiên của Nhật Bản đến thăm Việt Nam vào năm 1994 nối lại quan hệ Nhật - Việt từ sau 1945. Ngày nay nội bộ đảng ngày càng suy yếu, phân hóa nghiêm trọng. Do nhiều nghị sĩ đã bỏ đảng và gia nhập đảng Dân chủ (tháng 9 năm 1996), Đảng Xã hội Dân chủ hầu như bị tan rã và thất bại lớn trong bầu cử tháng 10 năm 1996, mất nửa số ghế. Hiện nay đảng này chiếm 7/480 ghế trong Hạ viện và 5 ghế trong Thượng viện.

## Đảng Cộng sản Nhật Bản (JCP 日本共産党)
Được thành lập năm 1922, song chỉ sau Thế Chiến Thứ Hai mới được ra hoạt động công khai. Hiện nay giữ 9/480 ghế tại Hạ viện, 7/242 ghế trong Thượng viện. Đảng Cộng sản Nhật Bản có tổ chức chặt chẽ, kiên định đường lối; chủ trương xây dựng chủ nghĩa cộng sản ở Nhật Bản thông qua cách mạng dân chủ và đấu tranh nghị trường; bảo vệ quyền lợi của người lao động, chống tư bản Nhật. Gần đây, Đảng Cộng sản đã thay đổi lập trường trên một số vấn đề như thừa nhận Nhật Hoàng, Hiệp ước an ninh Nhật-Mỹ..., tranh thủ lôi kéo các đảng đối lập để tiến tới lập chính quyền liên hiệp dân chủ.
Năm 1998, Đảng Cộng sản Nhật Bản đã bình thường hoá quan hệ với Đảng Cộng sản Trung Quốc sau 31 năm gián đoạn. Tháng 11 năm 2000, Đảng cộng sản đã tổ chức Đại hội Đảng lần thứ 22, lần đần tiên đưa ra đề án "Cải cách Nhật Bản" chủ trương thông qua việc tham gia chính quyền liên hiệp, chủ trương không đòi thủ tiêu ngay Cục phòng vệ mà tiến hành từng bước dần dần, theo từng giai đoạn. Do đường lối không đổi mới nên Đảng Cộng sản đã thất bại lớn trong bầu cử Hạ viện tháng 11 năm 2003 (mất 11 ghế).
Đặc biệt, tại Đại hội 23 năm 2004, Đảng Cộng sản đã sửa đổi cương lĩnh và đường lối trong đó từ bỏ đấu tranh cách mạng và chuyên chính vô sản, chủ trương ủng hộ Nhật Hoàng, lực lượng phòng vệ...

## Lãnh đạo các đảng lớn hiện nay (từ 10 tháng 10 năm 2024)

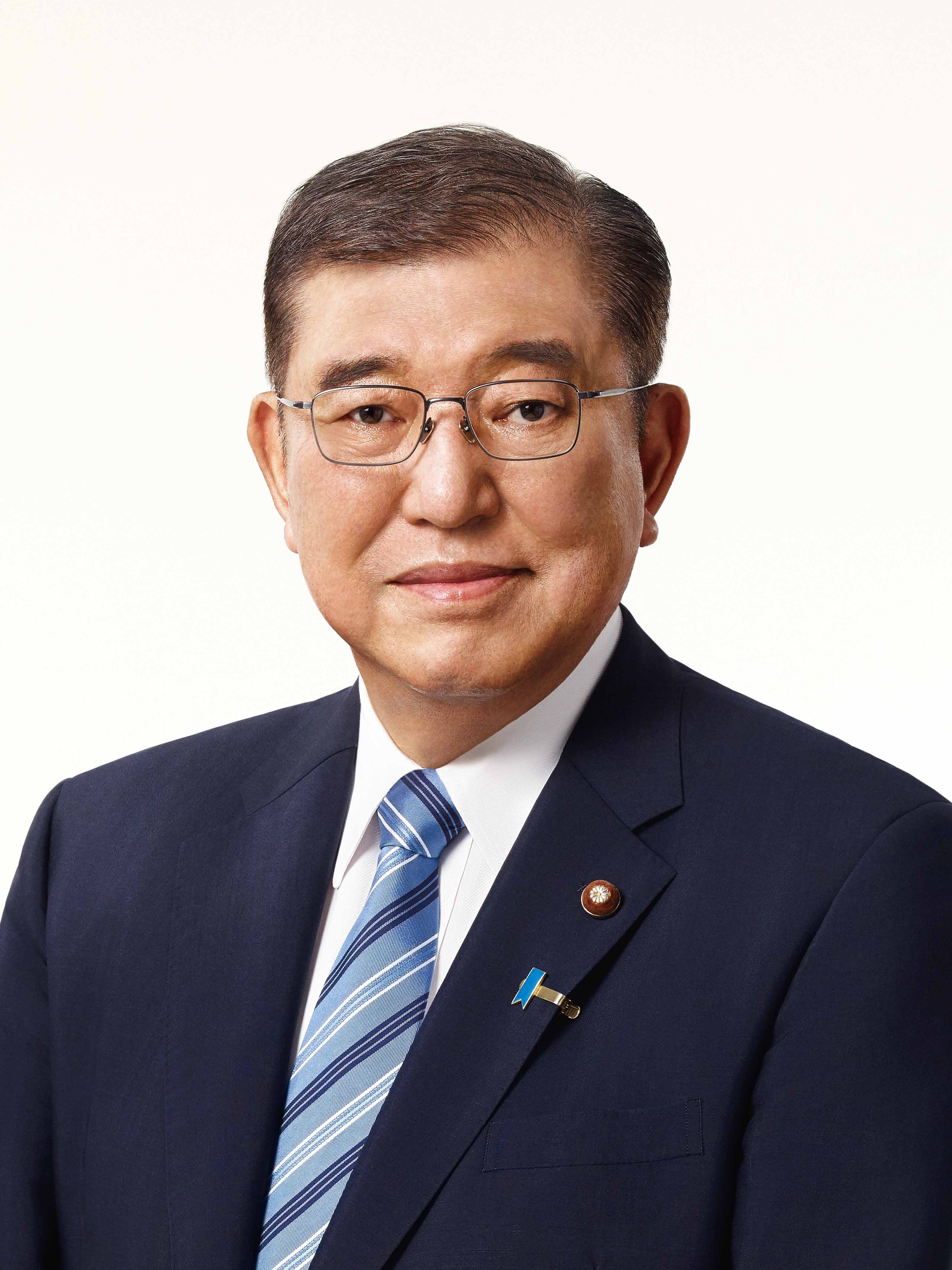
Dân chủ Tự do Ishiba Shigeru（Chủ tịch）
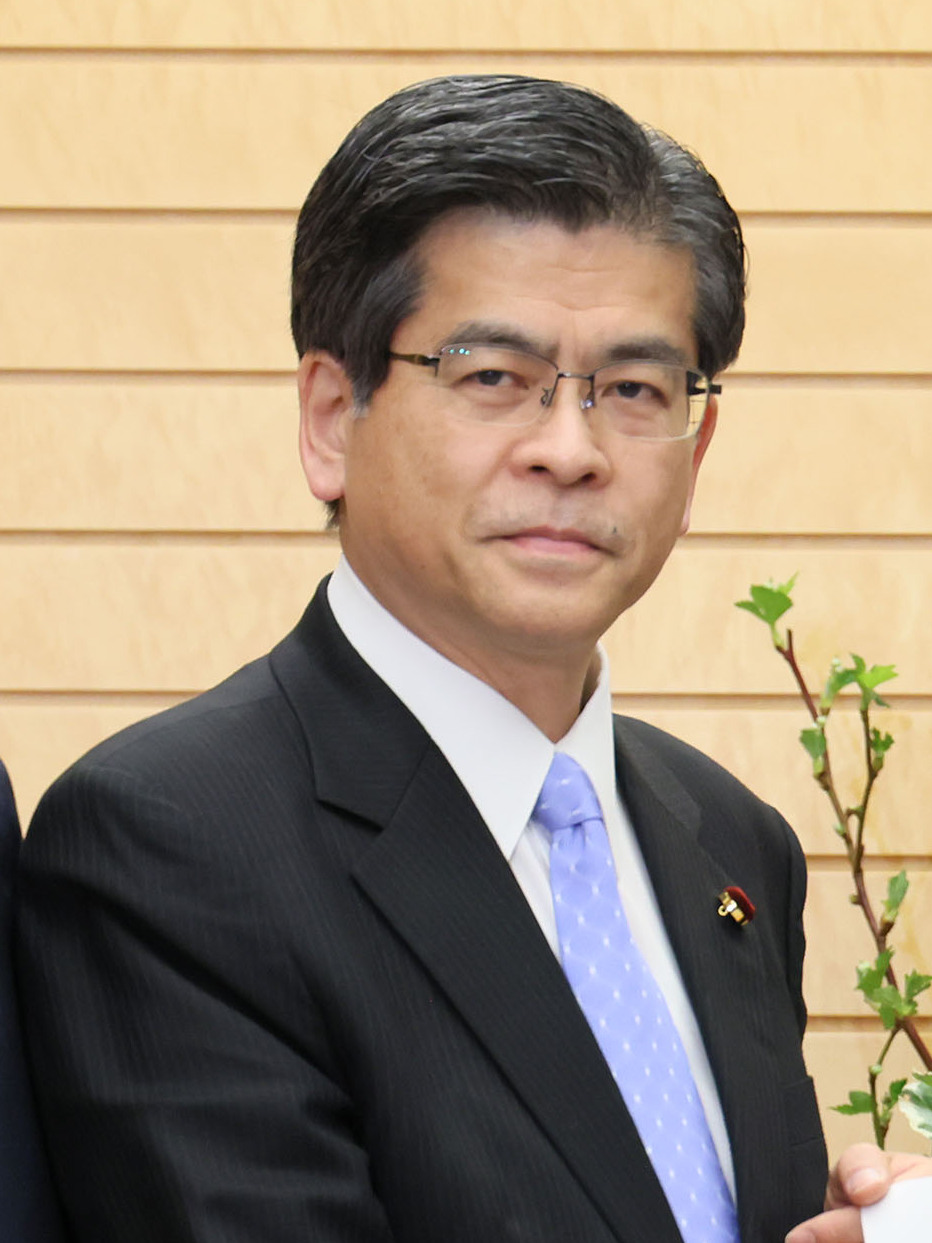
Đảng Công minh Ishii Keiichi（Đại diện）
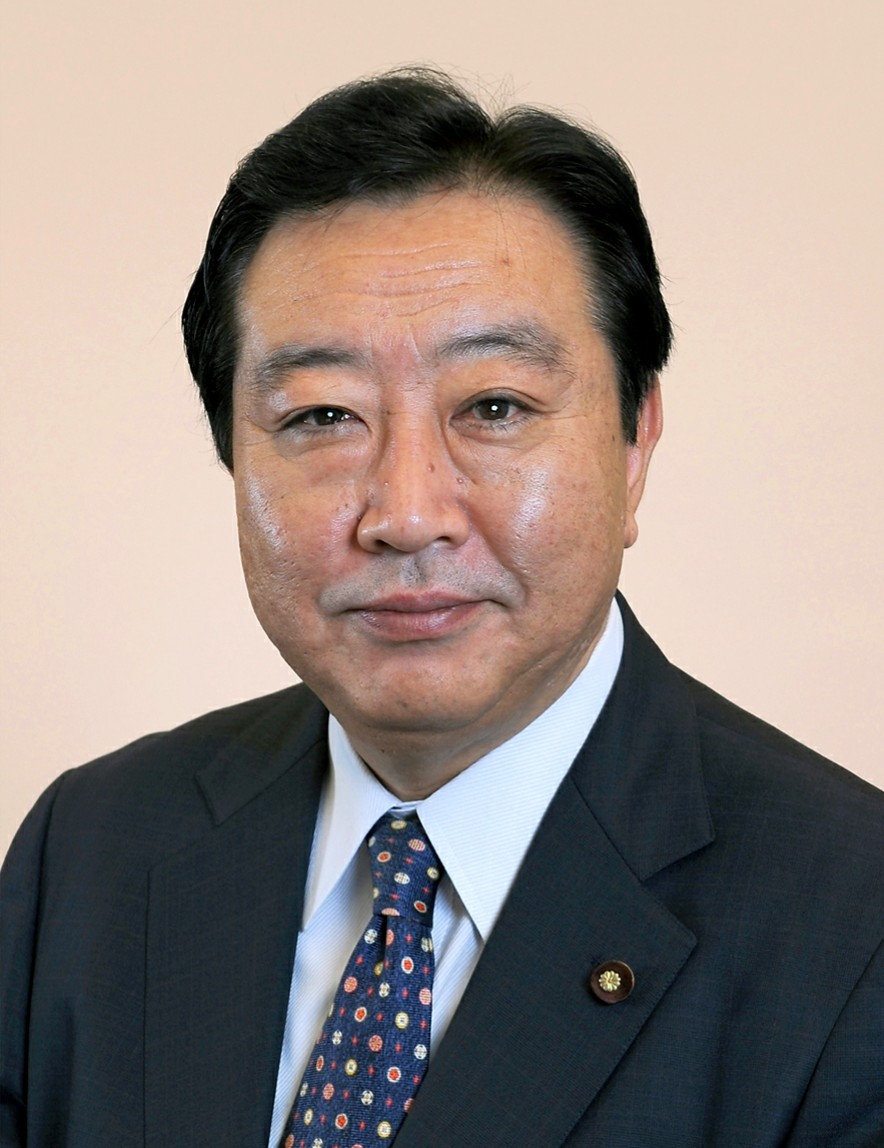
Đảng Dân chủ Lập hiến Noda Yoshihiko（Đại diện）
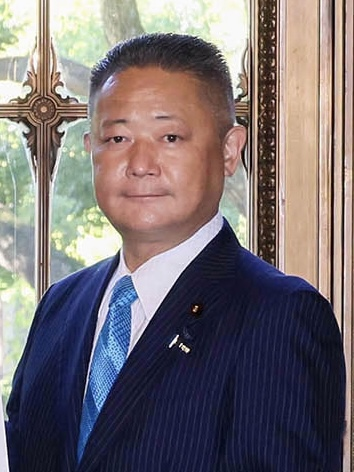
Nhật Bản Duy Tân Hội Baba Nobuyuki（Đại dện）
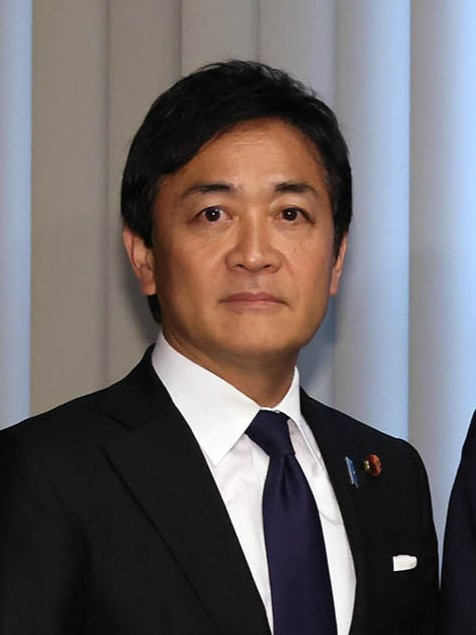
Đảng Dân chủ Quốc dân Tamaki Yūichirō（Đại diện）

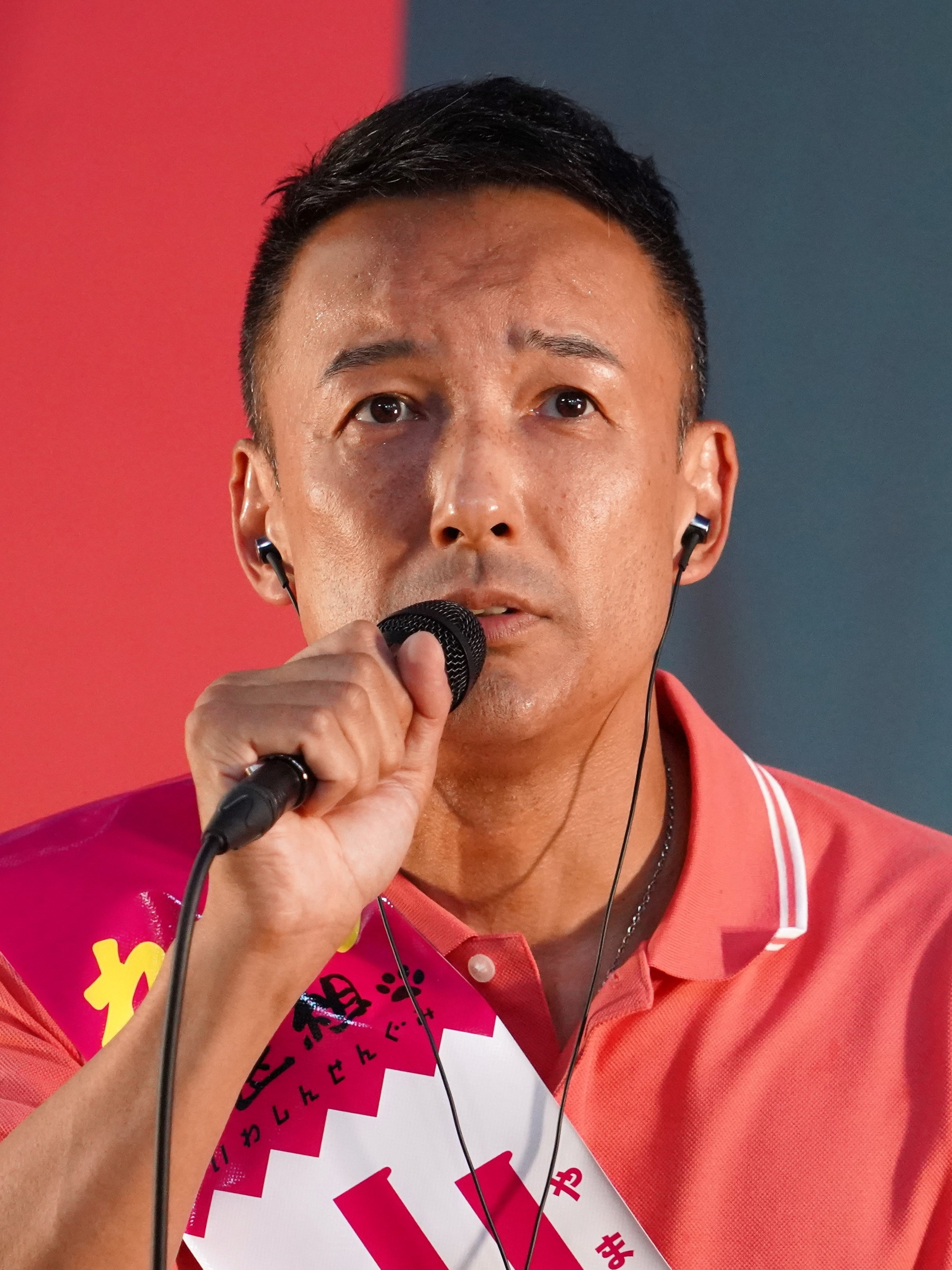
Reiwa Shinsengumi Yamamoto Tarō（Đại diện）
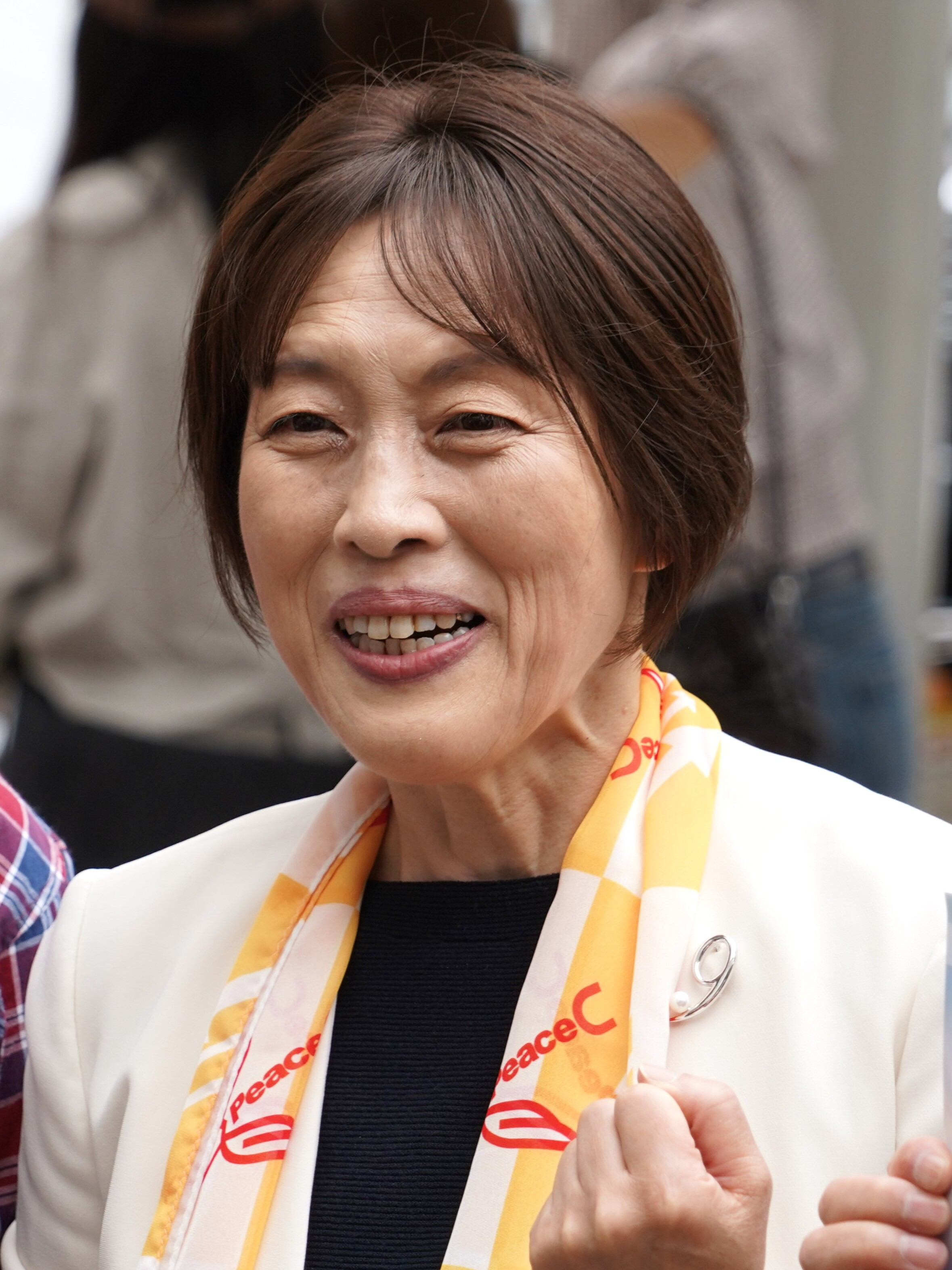
Đảng Cộng sản Nhật Bản Tamura Tomoko (Tổng Bí thư）
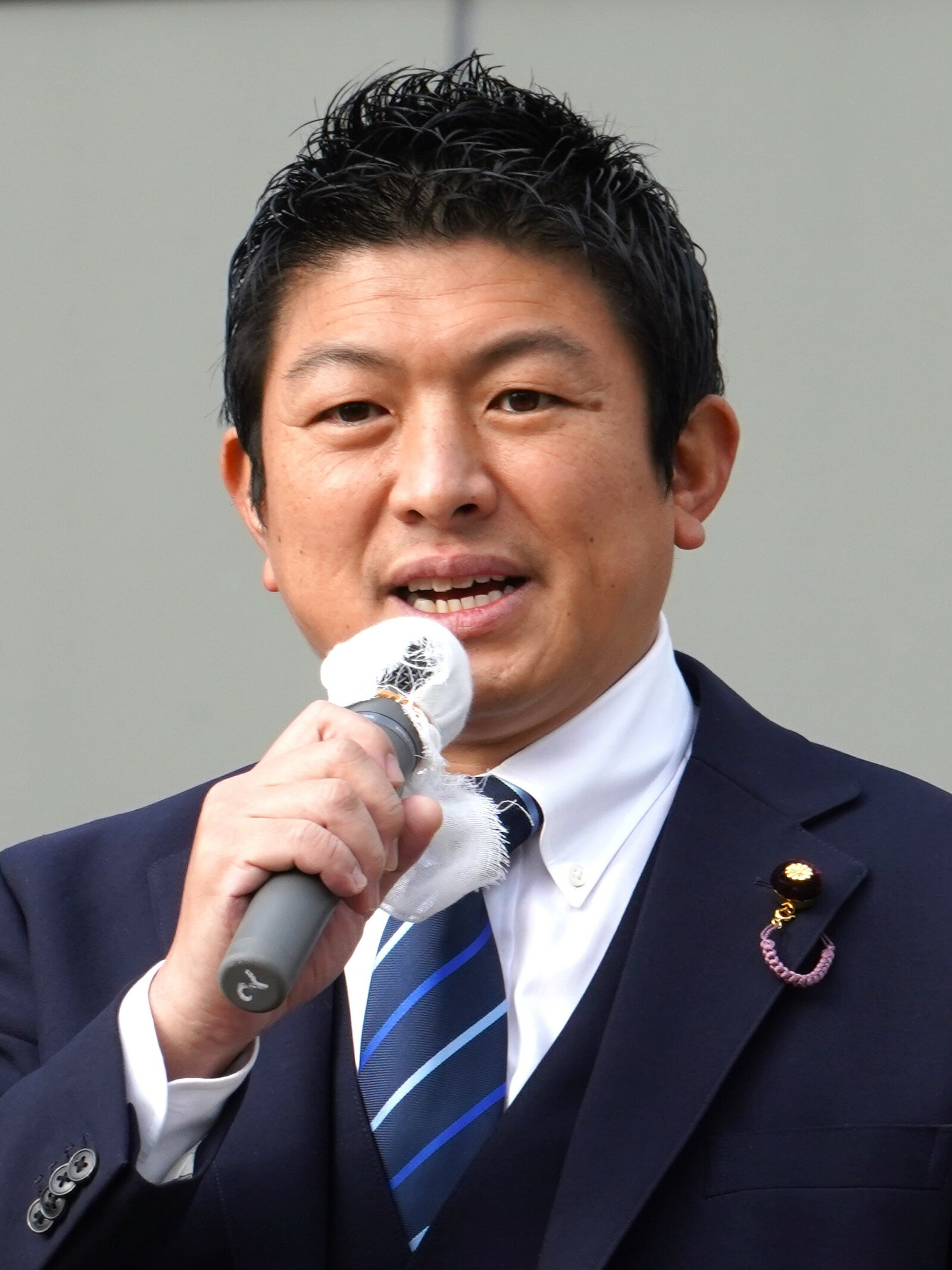
Đảng Tham chính Kamiya Sōhei（Đại diện）
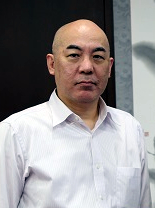
Đảng Bảo thủ Nhật Bản Hyakuta Naoki（Đại diện）
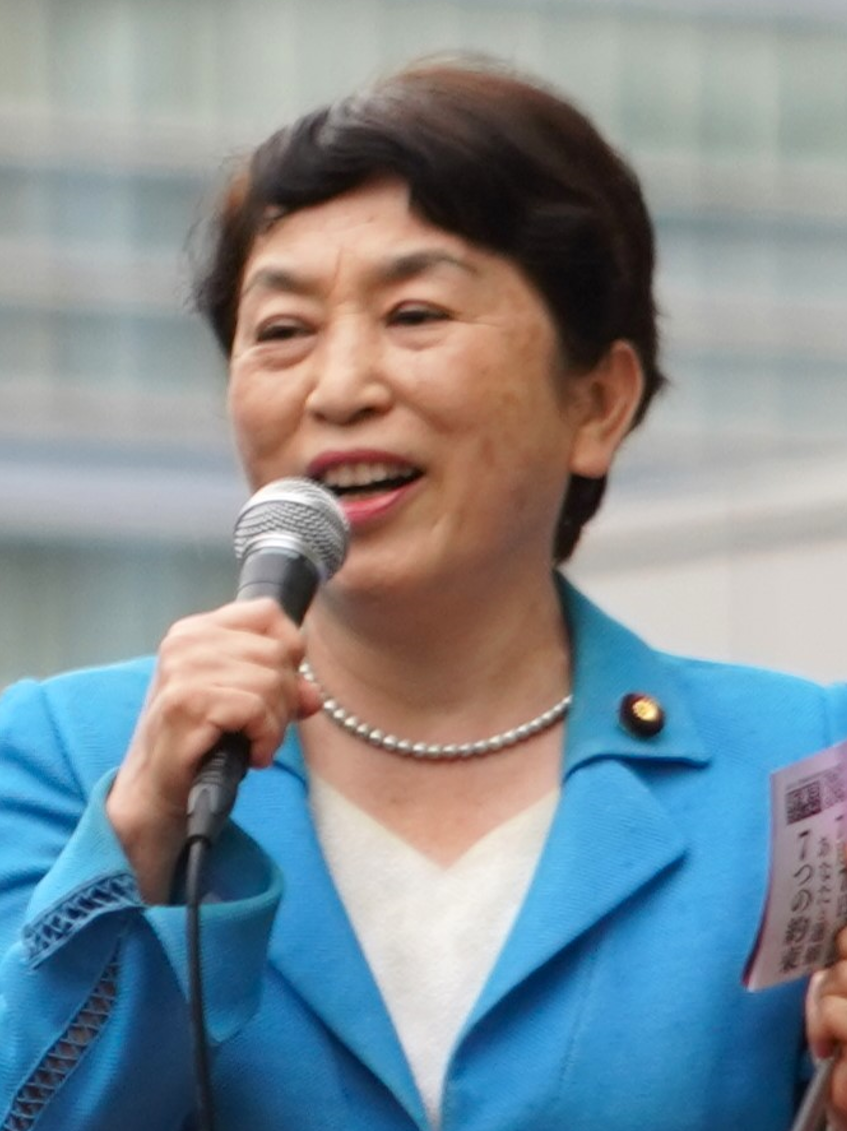
Tập tin:Logo Social Democratic Party.svg Đảng Dân chủ Xã hội Fukushima Mizuho（Lãnh đạo）